# Affaire du télégramme
L'affaire du télégramme est une crise diplomatique entre le Danemark et l'Allemagne nazie en octobre et novembre 1942, pendant l'occupation du Danemark par l'Allemagne nazie.

## Déroulement de la crise
En 1942, Adolf Hitler envoya un télégramme de félicitations pour le soixante-douzième anniversaire du roi Christian X  qui lui répondit simplement par télégramme : « Spreche Meinen besten Dank aus. Chr. Rex » (« Mes meilleurs remerciements. Roi Christian »). Cette réponse succincte indigna fortement Hitler qui rappela immédiatement son ambassadeur à Copenhague et expulsa l'ambassadeur danois en Allemagne.

## Conséquences de la crise
Au début du mois de novembre 1942, Cecil von Renthe-Fink, ambassadeur d'Allemagne au Danemark est remplacé par Werner Best. Le commandant en chef des forces allemandes au Danemark Erich Lüdke (en) est quant à lui remplacé par Hermann von Hanneken. La pression allemande aboutit à la destitution du gouvernement danois dirigé par Vilhelm Buhl et à la mise en place d'un nouveau gouvernement dirigé par le diplomate Erik Scavenius. Les Allemands pensèrent que ce dernier se montrerait plus coopératif.

## Sources
- (da) Bo Lidegaard, Dansk udenrigspolitiks historie 1914–1945, Danmarks Nationalleksikon, 2003 (ISBN 87-7789-093-0)
- Aage Trommer, « The Telegram Crisis & General Election », Gyldendal Leksikon, 30 avril 2007 (consulté le 13 mai 2009)